# 조르주 퐁피두
조르주 장 레몽 퐁피두(프랑스어: Georges Jean Raymond Pompidou, 1911년 7월 5일 - 1974년 4월 2일)는 프랑스 캉탈주의 레지옹인 오베르뉴론알프 소속 코뮌인 몽부디프 태생으로 1969년부터 그가 사망한 1974년까지 재임한 프랑스 국민연합(우파)소속의 프랑스 대통령이다. 제2차 세계 대전중에 대독 레지스탕스 운동에 참여하였으며, 샤를 드골 정부하에서는 총리를 역임하였고, 그의 뒤를 이어 대통령이 되었다. 기본적으로 그는 드골의 후계자로서 등장하였으나, 드골의 노선을 견지하면서도 보다 실용주의적인 경향을 띠었다. 외교적으로는 영국의 유럽공동체 가입을 이끌었으며, 산업화 계획과 유럽공동의 로켓발사계획을 주도할 프랑스 기업 아리안스페이스등에 출자하였다. 그가 임명한 총리 자크 샤방델마스가 추진한 프랑스 5월 혁명 이후의 정치 슬로건인 새로운 사회계획에 회의적이었으며, 정부의 언론통제완화등의 정책은 드골주의를 표방하는 우파로부터 비판을 당하는등 갈등을 빚게 되었다. 퐁피두는 결국 후에 그를 경질하였다. 그러던 중 퐁피두는 예기치 못하게 희귀질환인 매크로글로브린혈증으로 쓰러져 사망하였다. 그의 갑작스러운 사망으로 궐위된 대통령직은 상원의장인 알랭 포에르가 임시로 대행하다가, 대통령 선거에서 발레리 지스카르 데스탱이 당선되어 그의 후임 대통령이 되었다.

## 같이 보기
- 조르주 퐁피두 센터

## 역대 선거 결과
| 선거명      | 직책명                    | 대수 | 정당           | 1차 득표율 | 1차 득표수   | 2차 득표율 | 2차 득표수   | 결과 | 당락                  |
| ----------- | ------------------------- | ---- | -------------- | ---------- | ------------ | ---------- | ------------ | ---- | --------------------- |
| 1967년 선거 | 하원의원 (캉탈 제2선거구) | 3대  | 공화국민주연합 | 62.26%     | 25,392표     |            |              | 1위  | 캉탈 주 하원의원 당선 |
| 1968년 선거 | 하원의원 (캉탈 제2선거구) | 4대  | 공화국민주연합 | 80.10%     | 30,129표     |            |              | 1위  | 캉탈 주 하원의원 당선 |
| 1969년 선거 | 대통령                    | 19대 | 공화국민주연합 | 44.47%     | 10,051,783표 | 58.21%     | 11,064,371표 | 1위  |                       |